# Andrés Gómez
Andrés Gómez, ekvadorski profesionalni tenisač, * 27. februar 1960, Guayaquil.
Svojo najboljšo uvrstitev na lestvic ATP je dosegel leta 1990, ko je bil 4. na svetu.